# Municipio de Amatlán de Cañas
El municipio de Amatlán de Cañas es un municipio del Estado de Nayarit, México. Su cabecera es la localidad de Amatlán de Cañas. Tiene una superficie de 509,77 km². Se ubica en la parte sureste de la entidad, limitando al noroeste con el municipio de Ahuacatlán, y al noreste con Ixtlán del Río.

## Toponimia
La palabra náhuatl Amatlán, “Lugar donde abunda el amate y papel”, se compone de los vocablos “Amtl”, árbol conocido como “Ámate y Papel” y “Tlán”, lugar donde abunda. A la creación del municipio se le incorporó al nombre la palabra cañas, por contar con trapiches y molienda de caña de azúcar.

## Historia
Existen 6 sitios con vestigios prehispánicos en el municipio de Amatlán de Cañas, todos con petroglifos grabados correspondientes a las primeras ocupaciones de la región. En el periodo de la cultura Aztatlán (700 d. C. a 1524), los pueblos del territorio debieron ser independientes, pese a su cercanía con el Señorío de Ahuacatlán y Etzatlán, del ahora estado de Jalisco. La comunidad etnolingüística de la región se identificó como Coanos. 
En los años 1524 y 1525, el conquistador español, Francisco Cortés de San Buenaventura, organizó numerosas expediciones a la región a fin de comprobar la existencia de sus riquezas minerales. 
Nuño Beltrán de Guzmán y Fray Juan Padilla, conquistaron Amatlán de Cañas en mayo de 1530, y tomaron providencias para la evangelización de los nativos. 
En 1600, Tepuzhuacán, lugar con extensos cañaverales y el trapiche más grande y productivo de la Nueva Galicia, registró una inundación por una creciente del Río Ameca. En 1620, se fundó, por misioneros franciscanos, la población de Amatlán de Cañas, encomienda minera de la cual se extrajeron abundantes minerales de oro, plata y plomo de la zona serrana, que, aunados a la explotación cañera, representaron importantes fuentes de riqueza. En el siglo XVII, Amatlán era visita del convento de Etzatlán, que pasó a la alcaldía mayor de Guachinango, hoy estado de Jalisco.

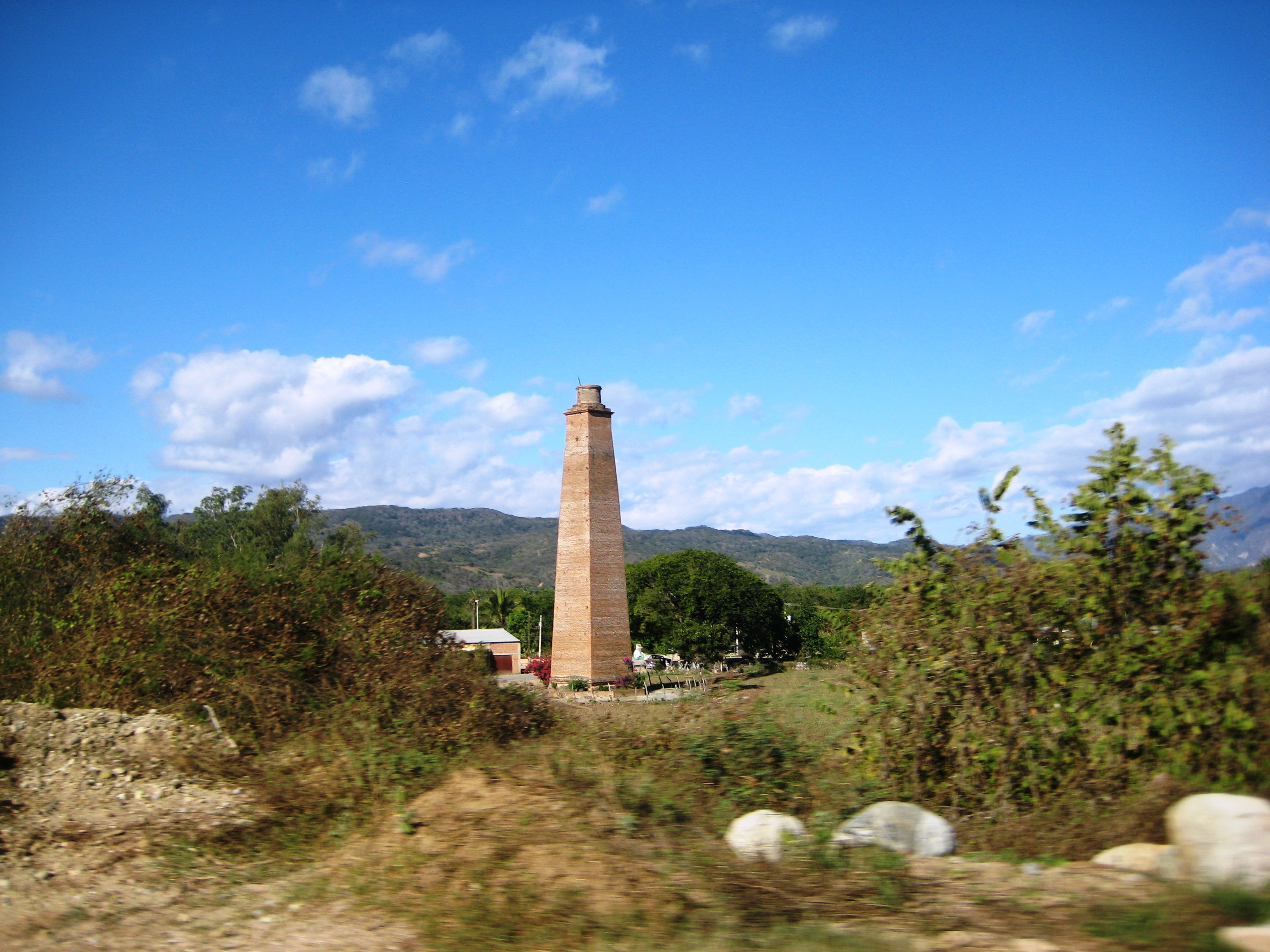
Vista del Chacuaco de Tepuzhuacán, Amatlán de Cañas, Nayarit.

En 1822, se crearon, como parte de la partida de Mascota, los Ayuntamientos de Amatlán y Garabatos, cuya extensión territorial hoy es conocida como El Rosario. En 1824, conforme a la división territorial del estado de Jalisco, formó parte del departamento de Ahuacatlán del Séptimo Cantón. 
En 1837, se separó de Ahuacatlán y pasó a la partida de Etzatlán. Para 1850, Amatlán encabezaba la municipalidad y en 1884, por división política del nuevo territorio de Tepic, fue sede de la prefectura y municipalidad. Más tarde, en 1887, es municipalidad de la subprefectura de Ixtlán; y, en 1891, pasa a ser subprefectura del territorio de Tepic. 
En 1901, se explotaban diez minas con 1,472 personas; seis años después, funcionaba ya una línea telefónica y la carretera a San Marcos, Jalisco. En 1911, en plena época revolucionaria, Ramón Rivera atacó el pueblo de Amatlán al grito de: “Viva Madero” y quemó el archivo municipal. Diversas fueron las batallas que se realizaron entre villistas y carrancistas. 
El municipio se caracterizó por ser una región aislada y carente de vías de comunicación, lo que propició que se fundaran varias haciendas, a saber: Tepuzhuacán, La Labor, Queserías, San Blasito, Pie de la Cuesta y Jesús María. En 1918, se constituye como Municipio Libre y Soberano del Estado de Nayarit. En 1924, participan en Compostela varios grupos de campesinos, en un combate entre fuerzas del gobierno y tropas del Gral. Huerta. 
En los años de 1925 y 1934, se dotó de tierras a núcleos campesinos. En 1990 se inició la construcción de la carretera pavimentada Amatlán de Cañas- Uzeta, que concluyó en 1999.